# Ziehm Imaging

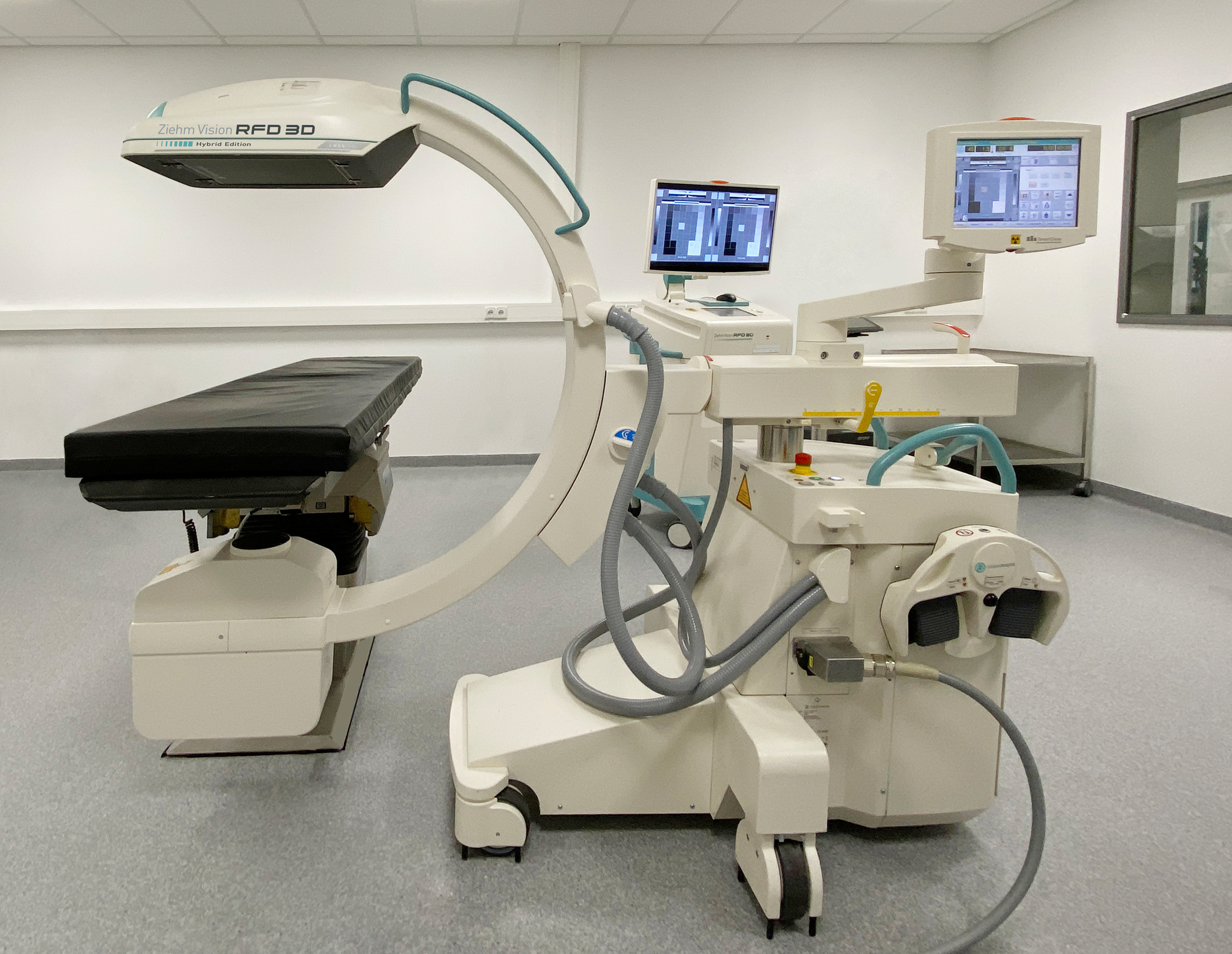
Der Ziehm Vision RFD 3D, ein medizinischer C-Bogen der Firma Ziehm Imaging mit Flachdetektor

Die Ziehm Imaging GmbH entwickelt, produziert und vermarktet mobile röntgenbasierte Bildgebungssysteme für den intraoperativen Einsatz. Im Bereich der mobilen C-Bögen gehört das Unternehmen zu den weltweiten Technologieführern.

## Geschichte
Die Unternehmensgeschichte begann 1972 mit der Gründung der Ziehm GmbH durch Jürgen Ziehm. Er entwickelte einen Belichtungsautomaten, der es ermöglichte, Röntgenaufnahmegeräte zu steuern. Dadurch konnten sowohl die Strahlendosis reduziert als auch die Bildqualität verbessert werden.
Durch die im Jahr 1973 in Kraft getretene Verordnung über den Schutz vor Schäden durch Röntgenstrahlen (Röntgenverordnung (RöV); heute Strahlenschutzverordnung (StrlSchV)) stieg der Bedarf an schonenderen Bildgebungsverfahren und das Unternehmen wuchs. Der erste mobile Ziehm-C-Bogen, ausgestattet mit einem Hochfrequenz-Monoblockgenerator, wurde erstmals 1983 produziert. 1987 wurde der Hauptsitz des Unternehmens in die Nähe des Nürnberger Hafens verlegt. Von dort aus wurde 1988 der weltweit erste mobile C-Bogen mit DSA (Digitale Subtraktionsangiographie)-Funktionalität auf den Markt gebracht.
2000 übernahm die finnische Instrumentarium Imaging die Ziehm GmbH, woraufhin diese zur Instrumentarium Imaging Ziehm GmbH umfirmiert wurde. Im selben Jahr verbaute Ziehm den ersten Touchscreen in einem mobilen C-Bogen. 2005 konnten die mobilen C-Bögen zum ersten Mal dreidimensionale Bilder erzeugen.
Nach einer weiteren Fusionierung innerhalb der Unternehmensgruppe firmierte das Unternehmen ab 2004 als Ziehm Imaging GmbH und wurde im selben Jahr zu 100 % von der Beteiligungsgesellschaft Aton GmbH aus München übernommen.
2006 wurde der erste volldigitale, mobile C-Bogen hergestellt, welcher zudem mit einem Flachdetektor ausgestattet war. 2013 kam der erste mobile C-Bogen mit Motorisierung in vier Achsen auf den Markt. 2017 führte das Unternehmen die CMOSline ein, welche über optimierte Detektortechnologien verfügt und hochauflösende 2D- und 3D-Bilder zur Verfügung stellt.
Seit 2017 hat Ziehm Imaging die vollen Vertriebsrechte für die Mini-C-Bögen der Tochterfirma Orthoscan in Europa, im Mittleren Osten und Afrika. Im Juli 2020 gab das Unternehmen die Übernahme des französischen Software-Entwicklers Therenva bekannt. Ziel der Übernahme war der Ausbau im Bereich der Bildfusion sowie die Entwicklung von Hard- und Software für die Chirurgie.

## Unternehmensstruktur

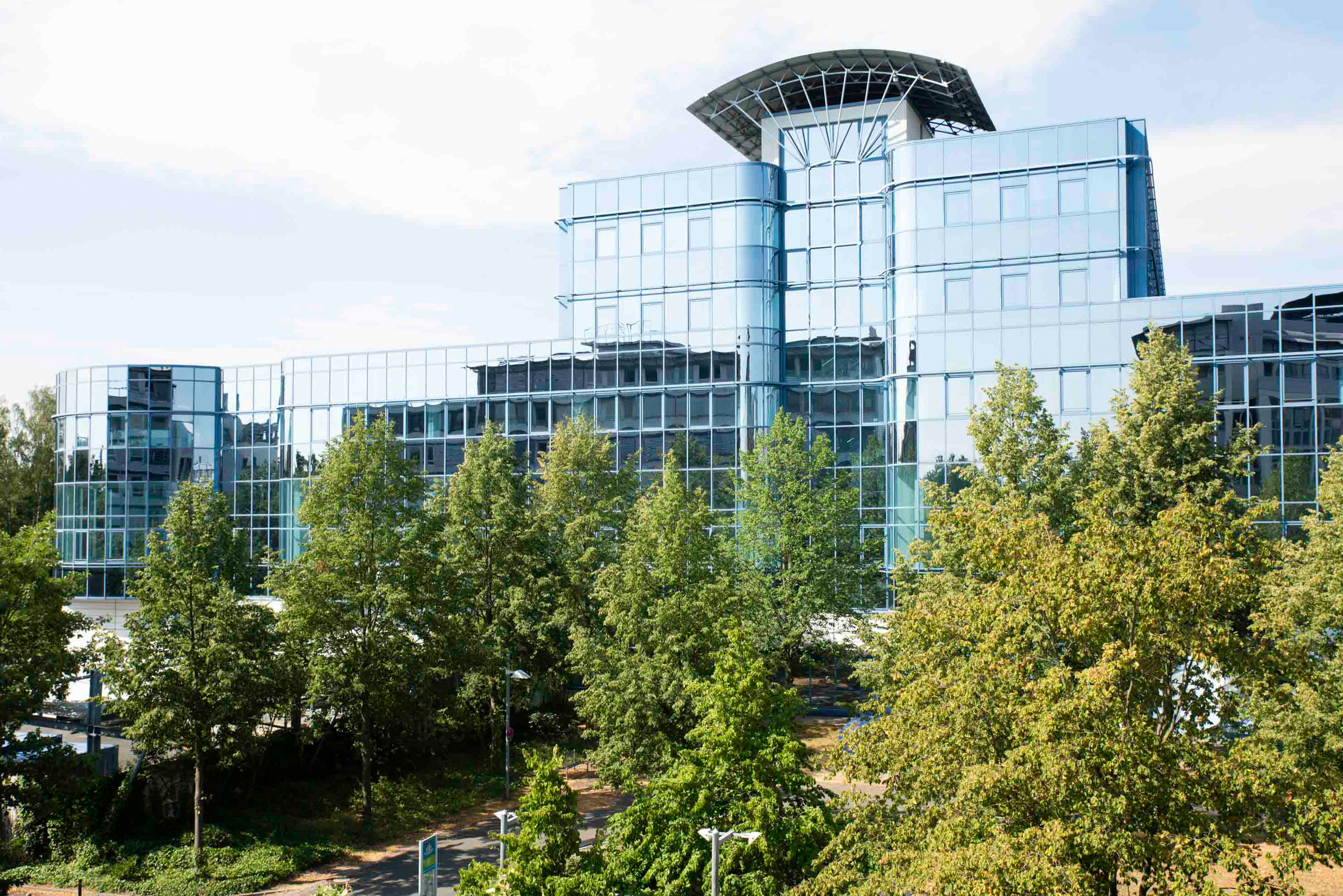
Hauptsitz der Ziehm Imaging GmbH

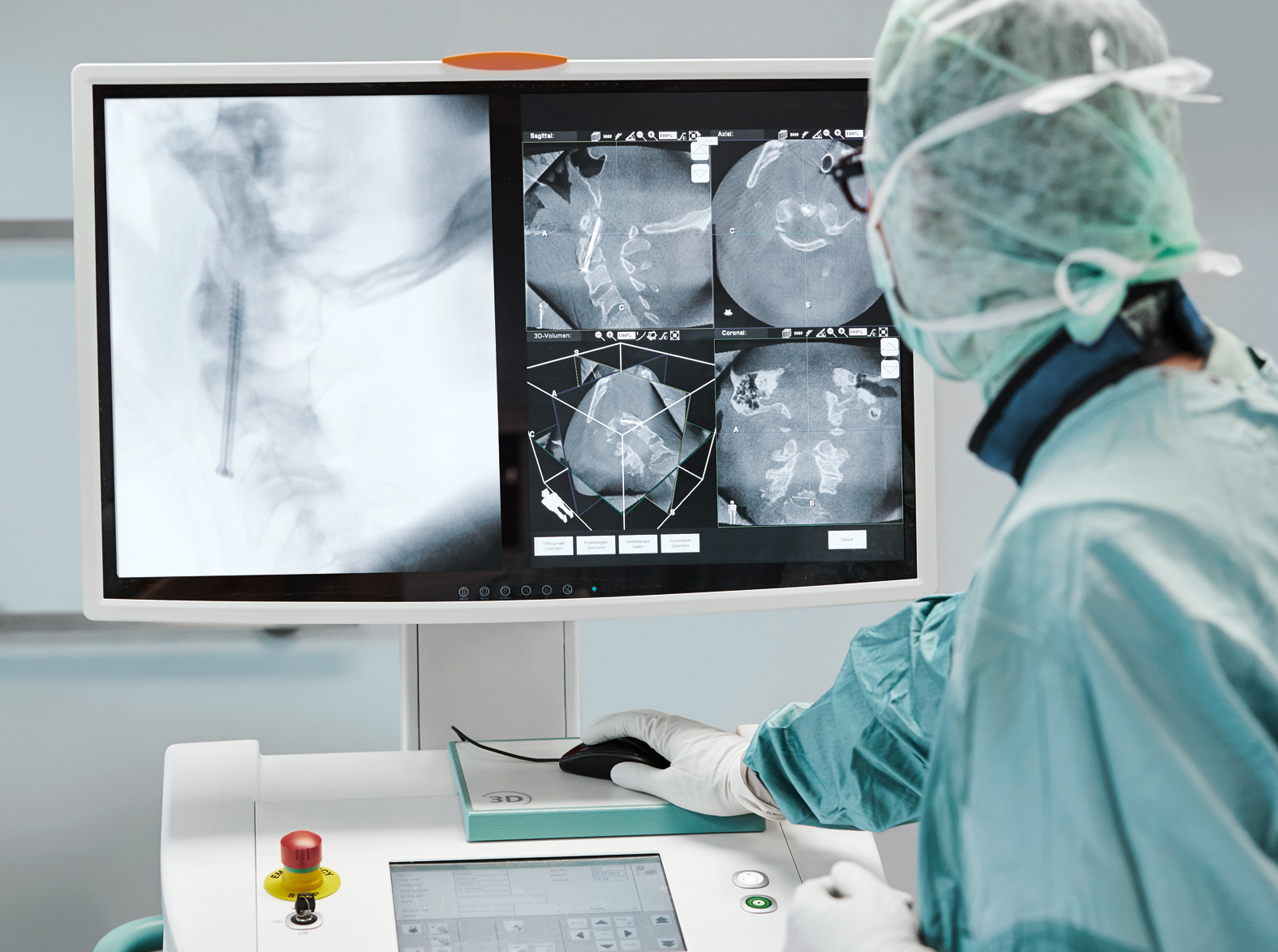
Durchleuchtungsbild während einer Operation

Die Ziehm Imaging GmbH ist eine Tochtergesellschaft der Aton MedTech GmbH mit Sitz in Nürnberg. Das Unternehmen unterhält internationale Standorte in Brasilien, China, Finnland, Frankreich, Italien, Österreich, Japan, Singapur, Spanien, den USA, Südafrika und den Vereinigten Arabischen Emiraten.
Im Geschäftsjahr 2022 erwirtschaftete das Unternehmen mit mehr als 500 Mitarbeitern knapp 135,5 Millionen Euro. Größte Absatzregionen waren hierbei Deutschland, die USA, China und Italien.

## Produkte

### Mobile Bildgebungsgeräte / C-Bögen
Ziehm Imaging stellt mobile röntgenbasierte Bildgebungssysteme – auch bekannt als mobile C-Bögen – her. Diese mobilen C-Bögen dienen der Durchleuchtung des Körpers, um funktionelle Vorgänge während einer medizinischen Behandlung beobachten zu können. Jährlich produziert das Unternehmen etwa 1200 mobile C-Bögen, welche in über 70 Länder geliefert werden. Seit 2012 sind auch in Feldlazaretten, Marineschiffen und Krankenhäusern der Bundeswehr 110 mobile Bildgebungsgeräte von Ziehm Imaging weltweit im Einsatz.
Die mobilen C-Bögen sind auf verschiedene Anwendungsbereiche ausgelegt, unter anderem auf die Wirbelsäulenchirurgie, Orthopädie, Traumatologie, Gefäßchirurgie, interventionelle Radiologie, Kardiologie, Neurochirurgie, Schmerztherapie, Hand- und Fußchirurgie, Endoskopie, Urologie, Mund-, Kiefer- und Gesichtschirurgie und Herzchirurgie. Im Bereich der Gefäßchirurgie führte Ziehm Imaging beispielsweise die Möglichkeit für digitale Subtraktionsangiographien (DSA) auf mobilen C-Bögen ein. Diese Technologie ermöglichte eine isolierte Gefäßdarstellung und wird vor allem bei minimalinvasiven Eingriffen eingesetzt. Das Unternehmen vertreibt auch Mini-C-Bögen des Tochterunternehmens Orthoscan, welches in diesem Bereich als Marktführer gilt.
Weiterhin vertreibt Ziehm Imaging seine mobilen C-Bögen seit Mitte 2024 ausschließlich mit Flachdetektoren, welche im Gegensatz zu den vorherigen klassischen Bildverstärkern eine schärfere und verzerrungsfreiere Bilddarstellung ermöglichen. Auch aus Strahlenschutzgründen werden C-Bögen mit Flachdetektoren bevorzugt genutzt, da sie im Vergleich zu konventionellen C-Bögen Patient und Personal mit einer geringeren Strahlendosis belasten.

### Fallplanung und intraoperative Navigation
Unter dem Namen EndoSize bietet Ziehm Imaging über die Therenva SAS eine KI-gestützte Software an, die es chirurgischem Fachpersonal ermöglicht, minimalinvasive vaskuläre Eingriffe zu planen. Auf Basis von CT-Bildern können mithilfe der Software Messwerte erstellt, geeignete Endografts ausgewählt und Behandlungsstrategien festgelegt werden.
Darüber hinaus bietet das Unternehmen mit EndoNaut von Therenva ein mobiles System zur 3D-Bildfusion an, das sowohl in Kombination mit mobilen C-Bögen als auch mit Festanlagen verwendet werden kann. Ein Bildregistrierungsalgorithmus führt automatisch die präoperativen CT-Bilder und Daten der Fallplanungssoftware EndoSize mit den intraoperativen Durchleuchtungsbildern zusammen. Die Bildfusionstechnologie hilft Medizinern bei der Navigation und Positionierung von Führungsdrähten und Endografts. Des Weiteren können durch das intraoperative Navigationssystem die Strahlendosis und der Kontrastmitteleinsatz reduziert werden.

### Forschung
Im Gegensatz zu anderen Herstellern medizintechnischer Geräte ist Ziehm Imaging hauptsächlich im Bereich der mobilen Röntgenbildgebung tätig. Dadurch konnte das Unternehmen Technologien vor allem im Bereich der Flachdetektoren sowie den Fortschritt bei der Bildverarbeitung vorantreiben. Aufgrund der Forschung und der Entwicklung neuer Technologien gilt Ziehm Imaging als Innovationsführer im Bereich von mobilen Röntgengeräten.
Um seine mobilen Röntgengeräte weiterzuentwickeln, investiert das Unternehmen rund 7 % des Umsatzes in die Forschung. Zu diesem Zweck unterhält das Unternehmen mehrere Kooperationen, wie etwa im Bereich der computergestützten Chirurgie, insbesondere der 2D- und 3D-Bildgebung.

## Auszeichnungen (Auswahl)
- 2011: iF Design Award für den Ziehm Solo Portable.[23]
- 2011: European Product Leadership Award im Bereich interventionelle Radiologie, verliehen durch Frost & Sullivan.[24]
- 2014: IAIR Global Award in der Kategorie Best Company for Innovation & Leadership.[25]
- 2016: iF Design Award für den Ziehm Vision RFD 3D.[26]
- 2017: Global Company of the Year, durch Frost & Sullivan verliehene Auszeichnung[27]
- 2021: Großer Preis des Mittelstandes[28]
- 2023: Technology Leadership Award, verliehen durch Frost & Sullivan.[29]